# Јожеф Сабо (фудбалер)
Јожеф Сабо (мађ. Szabó József; Дорог, 31. јануар 1956) је бивши мађарски фудбалер и тренер.

## Клупска каријера
Сабо је почео да игра фудбал 1967. године у тиму свог родног града Дорога, Дорог Бањаса. Већ 1974. године је постао члан сениорског тима и у овом клубу је дебитовао у мађарској првој лиги. Од 1977. постао је играч Видеотона. У Фехервару, поред два трећа места са клубом у шампионату Мађарске и финала Купа Мађарске, његов највећи успех је био пласман у финале Купа УЕФА у сезони 1984/85., где је Реал Мадрид на крају освојио трофеј. Утакмице у Купу УЕФА је одиграо веома добро. Од 12 мечева, само је пропустио други финални меч са Реалом у Секешфехервару. Постигао је укупно седам голова: један против Дукле из Прага, два у Паризу против ПСЖ и у другом колу, четири против београдског Партизана. Он је такође био успешан извођач једанаестерца против Манчестер јунајтеда.
Крајем 1985. године потписао је уговор са тимом Ираклиса из Солуна у Грчкој, али се повредио и тако се прерано вратио, прво у Видеотон, а затим у екипу Дорога за сезону 1987/88. Од 1988. до 1995. играо је у нижелигашима Аустрије. Играо је за АСК Брук између 1988. и 1991. године, Огау 1992. и УСЦ Крумбах између 1992. и 1995. године.

## Тренер
Од 1984. године стекао је средње образовање спортског менаџмента и тренера. Као тренер радио је за тимове Видеотона и Газсер ФЦ, прво у области омладинског тренинга, а затим и за сениоре. Од 1998. године био је главни тренер у Видеотону, од 1999. кондициони је тренер у Газсеру.

## Остварења
- Прва лига Мађарске у фудбалу
  - 3. место: 1983/84., 1984/85.
  - Најбољи стрелац Мађарске лиге: 1983/84. (19. голова)
- Куп Мађарске у фудбалу (MNK)
  - финалиста: 1981/82.
- Награда Про Урбе, Секешфехервар: 1985